# (3345) Tarkovskij
(3345) Tarkovskij ist ein Asteroid des Hauptgürtels, der am 23. Dezember 1982 von der ukrainischen Astronomin Ljudmila Georgijewna Karatschkina am Krim-Observatorium (IAU-Code 095) in Nautschnyj entdeckt wurde.
Benannt wurde der Asteroid 1988 nach dem sowjetischen Filmemacher Andrei Arsenjewitsch Tarkowski (1932–1986), der zwar im Ausland berühmt war, dem jedoch in seiner Heimat zu Lebzeiten die offizielle Anerkennung versagt blieb.